# سر ویلیام پارکر، بارونت سوم
سر ویلیام پارکر، بارونت سوم (انگلیسی: Sir William Parker, 3rd Baronet; ۹ ژانویهٔ ۱۸۸۹ – ۲۷ اکتبر ۱۹۷۱) قایقران روئینگ اهل بریتانیا بود.